# Cyphomyrmex longiscapus
Cyphomyrmex longiscapus är en myrart som beskrevs av Weber 1940. Cyphomyrmex longiscapus ingår i släktet Cyphomyrmex och familjen myror. Inga underarter finns listade i Catalogue of Life.